# رينالدو غيرا غارزا
رينالدو غيرا غارزا (بالإنجليزية: Reynaldo Guerra Garza)‏ هو قاضي ومحامي أمريكي، ولد في 7 يوليو 1915 في براونزفيل في الولايات المتحدة، وتوفي بنفس المكان في 14 سبتمبر 2004.